# Филомела (пьеса)
«Филоме́ла» — пьеса трагического жанра в пяти действиях, написанная И. А. Крыловым в 1786 году. Впервые была напечатана в 1793 году в сборнике «Российский феатр». За основу взят миф и герои из древнеримской поэмы «Метаморфозы» и «Илиады» Гомера.

## Сюжет
В сюжете поднимается тема борьбы с правителем-тираном. Классическая трагедия представлена трансформацией сюжета о запретных чувствах фракийского царя Терея к сестре своей жены Филомеле, введены дополнительные герои: возлюбленный Филомелы Линсей, доверенный царя Агамет и жрец Калхант, который выражает истинные мысли автора. События пьесы наполнены жестокими сценами, самоубийством и смертью.
В трагедии время не обозначено и сжато. За трое суточных единиц пьесы происходят и похищения Филомелы, и сражение царя с Линсеем, и убийство наследника, и смерть главных героев Филомелы и Терея. На протяжении всей пьесы ведётся упоминание народа, обещаний ему, угрозы возникновения возмущений:
```
Народ, ожесточа свирепостью сердца,
Бежит лишить тебя и трона и венца...
[
6
]
```

Заключительные строки пьесы:
```
В месть беззаконью зря пролиты крови реки,
Страшитесь раздражать бессмертных, человеки!
[
7
]
```

выражают главную мысль автора о том, что никто не в силах противостоять силе самодержия, и что оно ужасно в любых своих проявлениях.

## Критика
Критики весьма сурово отозвались о данной пьесе, отмечая тяжёлый слог, присутствие пустых диалогов, называя «страшно плохой трагедией».
Сам автор вспоминает эту пьесу среди первых попыток в писательстве, называет пьесу «что попало», и радуется тому, что она исчезла, потому что «в ней ничего путного не было».
Крыловеды отмечают влияние на автора при написании пьесы таких произведений как «Дмитрий Самозванец» Сумарокова, «Федра» Расина, «Дидона» Княжнина, «Сорена и Замир» Николина, отмечая, что он усваивал опыт мэтров, но мысля шаблонами, неопытный, не смог создать оригинальное произведение.
Наш современник Евгений Степанов отмечает актуальность данной трагедии и по сей день. Он говорит о роли Калханта, как символе обращения народа к государству, и в подтверждение приводит его цитату:
```
Постойте, слабые рабы свирепой злобы!
Кого стремитесь вы ввергать во мрачны гробы?
Забылись, что, приняв название царей,
Вы жизнью жертвовать клялись у алтарей...
[
12
]
```